# Große Kelter (Oberderdingen)

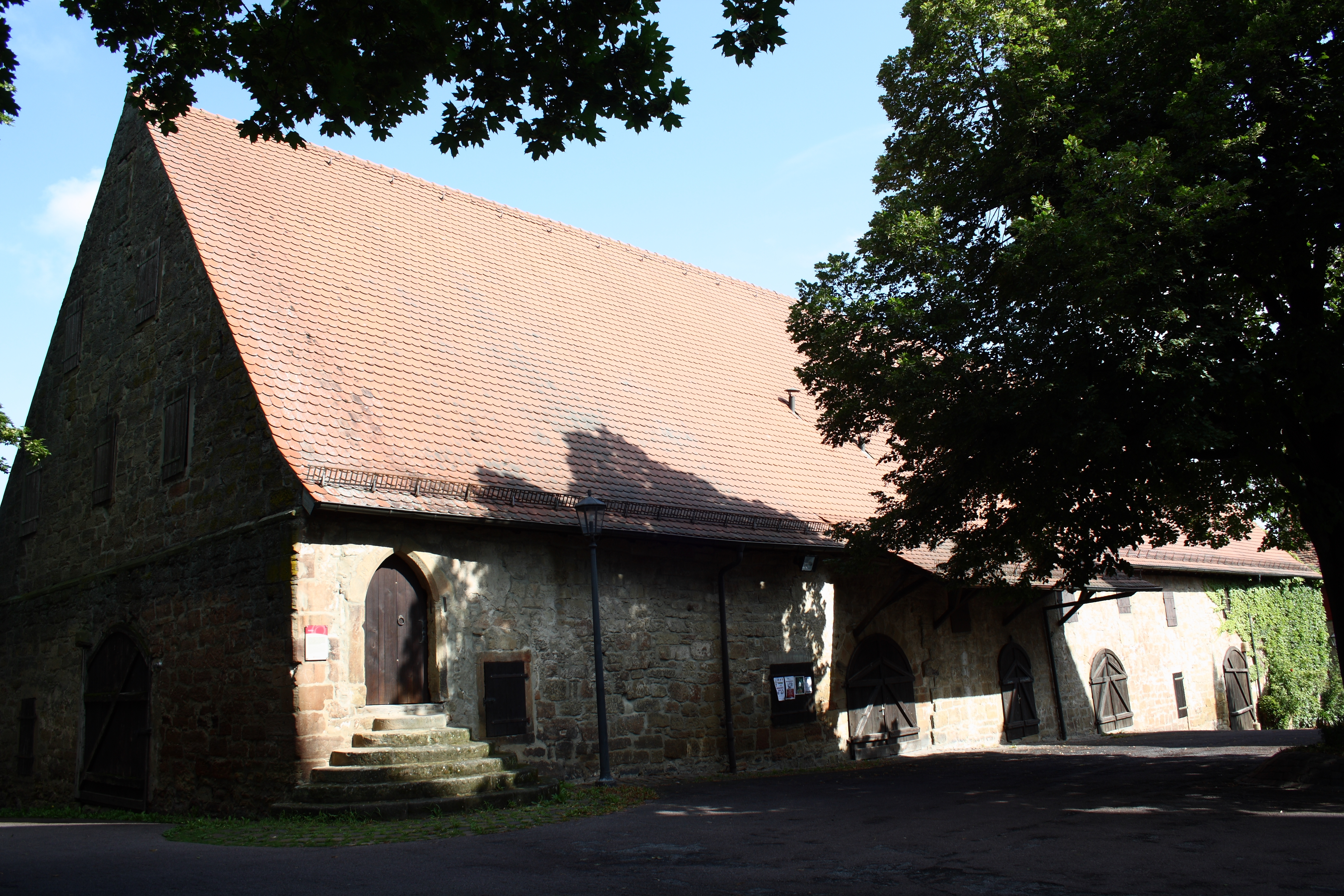
Große Kelter in Oberderdingen

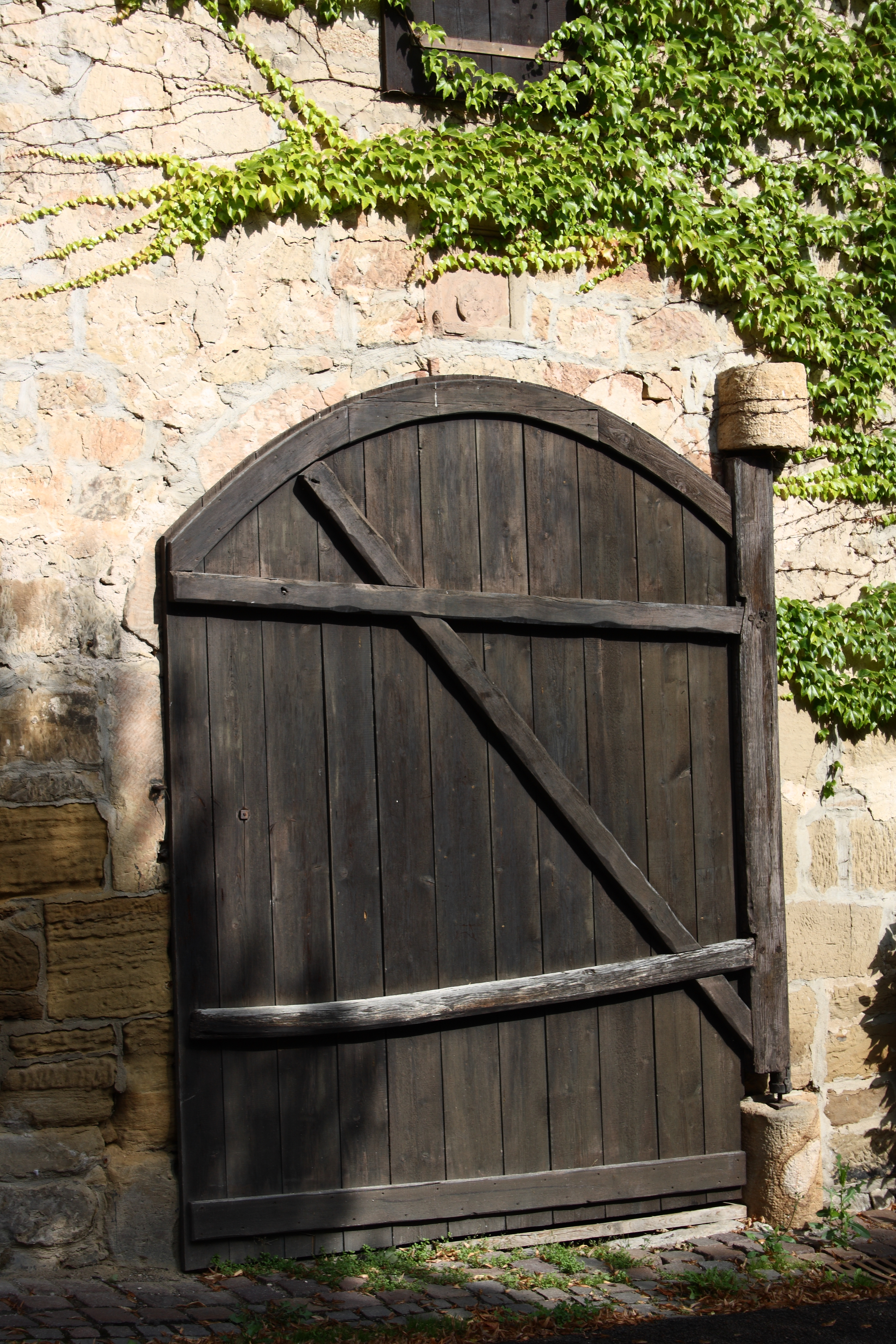
Eines der vielen Tore der Kelter

Die Große Kelter ist ein denkmalgeschütztes Gebäude in Oberderdingen, einer Stadt im Kraichgau, im Nordosten des Landkreises Karlsruhe Baden-Württemberg.

## Geschichte
Im Amthof liegt die große Kelter, ein Wirtschaftsgebäude aus der ersten Hälfte des 16. Jahrhunderts. Es wurde unter dem Abt Markus Schön (1506–1529) des Klosters Herrenalb erbaut. In Oberderdingen existierte ein Pflegamt des Klosters Herrenalb, das erst 1807 aufgelöst wurde. Am westlichen Tor des Gebäudes ist das Wappen des Abtes angebracht, bestehend aus einem von zwei Pfeilen gekreuzten Abtsstab. Die Kelter besaß fünf Kelterbäume.
Durch einen Brand im Jahr 1693 wurde der Bau beschädigt und um 1700 wiederhergestellt. Seit 1832 befindet sich die Kelter im Besitz der Gemeinde, die den Dachboden zu einem bis 1936 genutzten Turnboden der Schule ausbaute.
Seit den 1970er Jahren wird die nun modernisierte Kelter von der Weingärtnergenossenschaft Oberderdingen betrieben.